# 1816年アメリカ合衆国大統領選挙
1816年アメリカ合衆国大統領選挙（1816ねんアメリカがっしゅうこくだいとうりょうせんきょ、英語: United States presidential election, 1816）は、1816年11月1日から12月4日にかけて施行されたアメリカ合衆国の大統領および副大統領を選出する選挙（第8回）である。

## 概要
ジェームズ・マディソン大統領が2期を務めた後で行われた。野党の連邦党が崩壊し、マディソンの任期で国務長官を務めたジェームズ・モンローが大統領職を継ぐことは前もって定められたものと多くの者が見ていた。実際に、モンローは選挙人投票で183対34という大差で勝利した。
4年前の前回選挙は米英戦争が大きな要素であった。この戦争は勝利をもたらすことは無かったが、それにも拘わらず休戦はアメリカ人を満足させ、民主共和党は戦争を遂行したと認められていた。連邦党は戦争に反対し、ハートフォード会議でニューイングランドの合衆国離脱を協議したとして、その信用が失墜していた。さらにマディソン大統領は連邦党の政策である国立銀行や保護関税を採用し、選挙の争点をほとんど無くしていた。

## 候補者の指名
民主共和党は連邦議員による党員集会で国務長官のジェームズ・モンローとニューヨーク州知事ダニエル・D・トンプキンスを指名した（指名選挙ではモンローがウィリアム・クロウフォードを65対54で破った）。連邦党の党員集会は正式な候補者を決めることもしなかった。多くの連邦党員は過去に2度連邦党の副大統領候補として出馬し敗れていたニューヨーク州選出の上院議員ルーファス・キングを支持した。

## 一般選挙

### 論争
1817年2月12日、アメリカ合衆国議会の上下院議員が合同で大統領と副大統領の選挙人投票を数えるために集まった。集計は事故もなく進んだが最後の州インディアナ州の票を集計するときに行き詰まった。この時、ニューヨーク州選出の下院議員ジョン・W・テイラーがインディアナ州の票を集計することに異を唱えた。上院議員は退場し、下院でテイラーの異議について討議した。テイラーの異議には次のような背景があった。
下院は1816年4月19日にインディアナ準州の権限付与法を可決した。これは準州が州政府をつくるための憲法制定会議を開くことを認め、州が作られればアメリカ合衆国への加盟が認められることをうたっていた。1816年12月11日、下院でインディアナが6月29日に州憲法を制定したという共同決議案を可決していたが、これで権限付与法の条件を満たし、従ってインディアナ州は合衆国に加盟した。
アメリカ合衆国憲法によれば、選挙人による投票は単一の日に行われなければならないとしており、連邦法令でその日を1816年12月4日と設定した。テイラーはこの日付の前後を理由に選挙人の投票はインディアナ準州によるものであり、インディアナ州によるものではないとし、従って投票は無効であると主張した。他の議員は共同決議案が単に州憲法と州政府を作るという行動で既にアメリカ合衆国に加盟していたことを認めただけだと言ってテイラーの異議に反対した。これらの議員は共同決議案の前に選出されたインディアナ州の上下院議員が既に連邦議会の議席を占めていたことを指摘し、その選出の時点でインディアナ州が州でなければ違憲であったと主張した。
サミュエル・D・インガム議員がこの問題を無期限延期する動議を提出した。下院はほとんど全会一致で動議に賛成し、上院議員が議場に戻ってインディアナ州の選挙人票の集計を終えた。

### 結果
この選挙の結果は民主共和党が党員集会でモンローとトンプキンスを指名した時に事実上自明のこととなっていた。得票を集計すると、モンローは19州のうち3州を除いて勝利を収めた。
キングが獲得した3州のそれぞれが異なる副大統領候補に投票した。マサチューセッツ州の選挙人はメリーランド州選出の元上院議員（後の知事）ジョン・E・ハワードに投票した。デラウェア州の選挙人は別のメリーランド州人で、現職の上院議員ロバート・G・ハーパーに投票した。コネチカット州は、ペンシルベニア州のジェイムズ・ロスと合衆国最高裁判所首席判事のジョン・マーシャルに票が別れた。
メリーランド州は州としてその選挙人を選ばなかった。州を選挙人区に分割し、それぞれの区から1人の選挙人を選んだ。11区あったメリーランド州の選挙人区のうち2区は連邦党の選挙人が勝利した。しかし、これらの選挙人はキングや連邦党の副大統領候補に投票せず、その代わりに抗議のための白票を投じた。その結果モンローはメリーランド州の選挙人全ての票を獲得することになった。
| 大統領選投票の結果                |            |                  |            |              |                                          |              |
| 大統領候補者 出身州               | 党         | 得票数 (a)(b)(c) | 得票率     | 選挙人得票数 | 副大統領候補者 出身州                    | 選挙人得票数 |
| ジェームズ・モンロー バージニア州 | 民主共和党 | 76,592           | 68.2%      | 183          | ダニエル・D・トンプキンス ニューヨーク州 | 183          |
| ルーファス・キング ニューヨーク州 | 連邦党     | 34,740           | 30.9%      | 34           | ジョン・E・ハワード メリーランド州       | 22           |
| 同                                | 同         | -                | -          | -            | ジェイムズ・ロス ペンシルベニア州        | 5            |
| 同                                | 同         | -                | -          | -            | ジョン・マーシャル バージニア州          | 4            |
| 同                                | 同         | -                | -          | -            | ロバート・G・ハーパー メリーランド州     | 3            |
| 非拘束選挙人                      | -          | 1,038            | 0.9%       | 0            | -                                        | -            |
| 合計                              | 合計       | 112,370          | 100%       | 217          |                                          |              |
| 選出必要数                        | 選出必要数 | 選出必要数       | 選出必要数 | 109          |                                          |              |

(a) 19州のうち、一般選挙で選挙人を選んだのは10州だった。 

(b) 一般選挙で選挙人を選んだ州では、その選挙権についての財産既定で州毎に大きなばらつきがあった。 

(c) デラウェア州の選挙人の内1人とメリーランド州の選挙人の内3人は投票しなかった

## 選挙人の選出
| 選挙人の選出                                                  | |
| 選挙人の選定方法                                              | 州 |
| 各選挙人は州議会で指名                                        | コネチカット州 デラウェア州 ジョージア州 インディアナ州 ルイジアナ州 マサチューセッツ州 ニューヨーク州 サウスカロライナ州 バーモント州 |
| 州全体の投票で選挙人を選出                                    | ニューハンプシャー州 ニュージャージー州 ノースカロライナ州 オハイオ州 ペンシルベニア州 ロードアイランド州 バージニア州                 |
| 州を選挙人選挙区に分割し、その地区毎の選挙で1人の選挙人を選出 | ケンタッキー州 メリーランド州 テネシー州                                                                                               |